# آکورا هتلز
آکورا هتلز (انگلیسی: Okura Hotels) شرکت مهمان‌نوازی ژاپنی است، که در سال ۱۹۵۸ توسط کیشیچیرو آکورا تأسیس شد.